# 케르키라 해협 사건
케르키라 해협 사건(Corfu Channel Incident)은 국제 사법 재판소가 판결한 영국과 알바니아 사이의 국제 분쟁 사건이다.

## 사건
1946년 알바니아 영해인 케르키라 해협을 통항하던 영국의 구축함 Saumarez호와 Volage호가 기뢰에 부딪혀 크게 파손되고, 44명 사망, 42명 부상을 입었다.
영국은 알바니아 정부가 기뢰를 부설했을 수도 있다는 의심을 하였으며, 알바니아 정부에 소해작업을 하겠다는 각서를 통보했다. 알바니아 정부는 동의하지 않았으며, 영국은 소해 작업을 강행, 독일제 GY형 기뢰 22기를 제거했다. 영국은 이 사건이 알바니아 정부에 책임이 있다고 생각하고서, 국제 연합 안전 보장 이사회에 제소했다. 당시 알바니아는 국제 연합 회원국이 아니었지만, 이 토의에 자발적으로 참여했으며, UN 안보리는 국제 사법 재판소에서 처리할 것을 권고했고, 양국은 이를 수용했다.
알바니아 정부는 1949년 12월 9일 선결적 항변을 제출하였다. 영국의 일방적 제소로는 국제사법재판소의 관할권이 없다는 것이었다. 그러나 알바니아 정부는 미숙한 대응으로 항변을 포기하는 듯한 대응을 한 것이 있었기 때문에, 국제 사법 재판소는 15대 1로 이를 각하했다.
이 소송은 영국의 제소로 시작되어 2년 6개월의 시간이 걸렸으며, 국제 사법 재판소는 12대 2로 알바니아 인민 공화국이 영국에 843,947 파운드를 배상할 것을 결정했다.
2차세계대전이후 사회주의 노선을 취하던 알바니아는 국가보안 문제 등을 이유로 사전허가 하에서는 해협통행 가능하다고 주장하고, 영국은 무해통항권을 갖는다고 주장, 국제관습법적으로 국제해협의 경우, 완전히 자유로운 통항은 아니더라도 이에 준하는 통항권을 갖는다고 인정하여 왔다. 국제재판소에서는 알바니아의 기뢰를 제거한 것은 주권침해에 해당하지만, 군함도 통항권을 갖는다고 판단하면서 알바니아 통항권을 갖는 영국에게 위험한 물질이 있음을 알리지 않은 것은 부작위에 의한 위법(Wrongful act)이라고 판단 하였다.

## 같이 보기
- 천안함 침몰 사건
- 국가책임